# Droga wojewódzka nr 990
Droga wojewódzka nr 990 (DW990) – droga wojewódzka łącząca Krosno z DW988 w miejscowości Twierdza. Jej długość wynosi 13 km, zlokalizowana jest w południowej części województwa podkarpackiego. Trasa ta biegnie z południa na północ; jest dopuszczona do ruchu ciężkiego.

## Miejscowości leżące przy trasie DW990
- Krosno (DK28)
- Ustrobna
- Wojaszówka
- Przybówka
- Twierdza (DW988)